# 冨谷至
冨谷至（日语：とみや いたる，1952年1月—），近代日本漢學家，以研究早期中國的刑罰、竹簡、文書等聞名於世。

## 學術生涯
冨谷至於1975年畢業於京都大學文學部，1979年4月任京都大學人文科學研究所助手，1985年任日本大阪大學教養部講師，1994年任京都大學人文科學研究所副教授，1997年獲得文學博士學位，2000年任京都大學人文科學研究所教授至今。由於其對瑞典探險家斯文·赫定發掘的樓蘭文書、以及在東亞各國的制度史、思想、民族學、社會學領域的研究豐碩。2009年7月瑞典王國對其頒發北極星勳章，以示表揚。

## 主要著作
- 《ゴビに生きた男たち 李陵と蘇武》，白帝社［中国歴史人物選 第2卷］，1994年5月。
- 《古代中国の刑罰 髑髏が語るもの》，中公新書，1995年7月。
- 《秦漢刑罰制度の研究》，同朋舎［東洋史研究叢刊］，1998年2月。
- 《韓非子 不信と打算の現実主義》，中公新書，2003年5月。
- 《木簡・竹簡の語る中国古代 書記の文化史》，岩波書店［世界歴史選書］，2003年7月。
- 《文書行政の漢帝国 木簡・竹簡の時代》，名古屋大学出版会，2010年3月。
- 《中国義士伝 節義に殉ず》，中公新書，2011年10月。
- 《四字熟語の中国史》，岩波新書，2012年2月。

### 校注
- 《漢書五行志》，班固、吉川忠夫共訳注，平凡社東洋文庫，1986年。
- 《本朝度量権衡攷》，狩谷棭齋原著，全2卷，平凡社東洋文庫，1991-92年。

## 外部連結
- （日語）京都大學人文科學研究所：個人研究紹介【冨谷 至】[永久]。